# Yer Blues
"Yer Blues" é uma canção dos Beatles composta por John Lennon, creditada à dupla Lennon-McCartney, e lançada no álbum The Beatles ou "Álbum Branco" de 1968. Lennon aparentemente fez essa canção como uma paródia ao Blues britânico.

## Origens da Criação
Lennon disse em uma entrevista a Rolling Stone, que usou o título sem nexo com a letra, como um mecanismo de defesa, assim se ninguém criticasse a música ele poderia descrevê-la como uma paródia. Apesar disso, a letra é extremamente suicida e tem como referência a música "Ballad of a Thin Man" de Bob Dylan, que documenta batalhas psicológicas. Os trabalhos posteriores de Lennon como "Cold Turkey", mostra o aprendizado com gravações de voz que John adquiriu ao longo de músicas como "Strawberry Fields Forever", "Lucy in the Sky with Diamonds" e "Tomorrow Never Knows".

## Letra
John Lennon, no The Beatles Anthology, declarou “que a coisa mais engraçada sobre o retiro espiritual de Maharishi Mahesh Yogi, era que apesar de ser um lugar muito bonito e de meditar 8 horas por dia, eu estava escrevendo as coisas mais ordinárias e miseráveis do mundo. Em “Yer Blues” quando escrevi, ‘Estou tão sozinho e quero morrer,’ Aquilo era como me sentia.”
Na letra ele lamenta que se sente só e quer morrer, que se sente igual ao “Mr. Jones” da canção de Bob Dylan e que nem o seu próprio “Rock and roll” lhe satisfaz mais.
Uma das causas dessa angústia pode ser Yoko Ono, que apesar de ainda não ter tido uma relação com Lennon na época, regularmente escrevia da Inglaterra para John na Índia. E com certeza a música é dedicada para ela.

## Gravação
Os Beatles gravaram uma versão acústica de “Yer Blues” em maio de 1968, na casa de George Harrison em Esher. Tirando a versão explosiva do estúdio, musicalmente a construção permaneceu igual.

Os Beatles gravaram a canção numa saleta próxima ao Estúdio 2 do Abbey Road Studios por causa de um comentário sarcástico do engenheiro de som, Ken Scottt:
“George veio com a ideia de gravar na sala de controle com o retorno estourando, para ter uma ideia de uma gravação ao vivo... Eu lembro que Lennon veio e queria fazer algo também então eu disse: ‘Que diabos, do jeito que vocês vão indo, desistimos do estúdio e gravamos na salinha ao lado!’ A sala do lado era minúscula e ficava os gravadores de 4 canais antigos e ainda por cima não tinha nenhum tipo de isolamento acústico nas paredes.”
Lennon replicou: “Essa é uma ótima ideia!, vamos tentar fazer isso no próximo número.” “Yer Blues” foi gravada nessa sala 8 por 8 com todos os Beatles e seus instrumentos tocando, e funcionou muito bem.

As gravações começaram em 13 de agosto e eles fizeram 14 takes da base rítmica – bateria, baixo, guitarras e o vocal principal de Lennon. Após isso eles reduziram alguns takes para caber na mesa de 4 canais. Pela primeira vez numa sessão dos Beatles, a faixa foi editada diretamente, normalmente uma cópia da mixagem era editada e o original era guardado para eventuais problemas.

O começo do take 17 foi colado no fim do take 16. Esse corte abrupto pode ser ouvido na marca de 3:16, e também é possível ouvir a voz guia de John cantando ao fundo.
Por causa do estilo de gravação, é possível ouvir outros sons durante a música, como guias vocais, e um solo descartado durante a pausa instrumental.
Em 14 de agosto, John gravou o vocal principal e em 20 de agosto Ringo Starr teve a honra de gravar a contagem inicial. Ringo declarou no “The Beatles Anthology": “...Era nós quatro dentro de uma caixa, uma sala de 8 por 8 sem separações. Era aquele grupo juntos, como numa garagem, como um grunge dos anos 60, um grunge blues.”
O estilo de gravação contribuiu para as ideias do projeto “Get Back,” que veio a se tornar mais tarde, “Let It Be."

## Os músicos
- John Lennon - vocal, vocal de apoio, guitarra base/solo
- Paul McCartney - baixo
- George Harrison - guitarra
- Ringo Starr - bateria
- Eric Clapton - guitarra solo

## Curiosidades e referências
Após o lançamento do “Álbum Branco” em 1968, Lennon tocou “Yer Blues” no The Rolling Stones Rock and Roll Circus com um super grupo chamado “Dirty Mac,” que trazia Eric Clapton na guitarra, Keith Richards no baixo e Mitch Mitchell na bateria. A performance foi dada como uma sessão de ensaios chamada “Whole Lotta Yoko,” trazendo também o violinista de vanguarda, Ivry Gitlis e Yoko Ono nos vocais. As gravações nunca tinham sido transmitidas, mas vieram a público finalmente em 1996. Foi a primeira experiência “ao vivo” de John, desde o últimos show dos Beatles em 1966 e pode ter contribuído para seu entusiasmo nas performances de 1969 (como “Give Peace a Chance” e “Live Peace in Toronto.”)